# ZyXEL

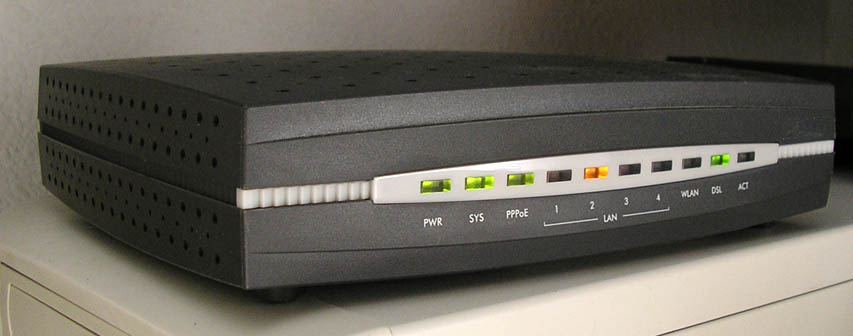
Jeden z mnoha druhů směrovačů vyráběných ZyXELem

ZyXEL (čínsky v českém přepisu Che-čchin Kche-ťi, pchin-jinem Héqín Kējì, znaky 合勤科技) je tchajwanská firma vyrábějící zejména síťový hardware, například modemy nebo směrovače. Byla založena v roce 1989 a jejím hlavním sídlem je Sin-ču na Tchaj-wanu. Své produkty distribuuje ve více než 150 zemích světa na pěti kontinentech.
Firma má přes 1500 zaměstnanců pracujících po celém světě.
Značnou část modemů vytváří jako OEM pro konkrétní poskytovatele internetového připojení. Spolupracuje s distributory, telekomunikačními společnostmi, poskytovateli internetového připojení (ISP) i s malými a středně velkými prodejci jejich produktů.

## Historie firmy
1988 - Zyxel zakládá Dr. Shun-I Chu, začíná podnikat ve městě Taoyuan na Tchaj-wanu. Dr. Chu si pronajímá kancelář v Taoyuan jako svou laboratoř a vyvíjí analogový modem.
1989 - Ředitelství firmy je založeno do Hsinchu Science Park, Tchaj-wan.
1992 - Vytvořen světově první integrovaný čip hlas/fax/modem.
1995 - Vytvořen světově první ISDN modem.
2004 - Vytvořena světově první ADSL2+ gateway.
2005 - Vytvořen světově první přenosný osobní firewall.
2009 - Vytvořen světově první gigabitový prvek a řešení IPv6 pro Telco koncové přípojky.
2010 - Připravena světově první studie o uhlíkové stopě na produktech VDSL2 CPE.
2014 - Vytvořen světově první čip UMTS 802.11ac kompatibilní s mobilními zařízeními.
2016 - Získáno ocenění pro firmu patřící mezi nejlepší světové značky z Tchaj-wanu.
2017 - Keenetic byl představen jako samostatná značka.